# Bayombong
Bayombong es un municipio y la cabecera de la provincia de Nueva Vizcaya en Filipinas. Según el censo del 2000, tiene 50,563 habitantes.

## Barangayes
Bayombong se divide administrativamente en 25 barangayes.
| - Bonfal East - Bonfal Proper - Bonfal West - Buenavista (Vista Hills) - Busilac - Casat - La Torre North - Magapuy - Magsaysay - Masoc - Paitan - Don Domingo Maddela (Población) - Don Tomás Maddela (Población) | - District III (Población) - District IV (Población) - Bansing - Cabuaan - Don Mariano Pérez - Ipil-Cuneg - La Torre South - Luyang - Salvación - San Nicolas North (Luyang) - Santa Rosa - Vista Alegre (B. Baringin) |

- Datos: Q51480
- Multimedia: Bayombong / Q51480

1. ↑  Worldpostalcodes.org, código postal n.º 3700.